# Takase (rivier in Aomori)
De Takase (Japans: 高瀬川) is een korte rivier in de prefectuur Aomori, in het noorden van het Japanse eiland Honshū. De rivier is de hoofdstroom van het Takase-riviersysteem, volgens de Japanse wet een "riviersysteem van de eerste klasse".
De rivier ontspringt op een hoogte van 1020 meter op de zuidflank van de Yawata, in het Ōu-gebergte in het westelijk deel van de gemeente Shichinohe, en stroomt in westelijke richting naar het zuidwestelijke deel van het Ogawarameer. De rivier stroomt verder vanaf het noordoostelijke deel van het meer, door een kustvlakte, totdat het uitmondt in de Grote Oceaan. Het stroomgebied van de rivier heeft een oppervlakte van 866,9 km², inclusief de oppervlakte van het Ogawarameer (63,2 km²).